# Barcelona Sex Project
Barcelona Sex Project ist ein feministischer Pornofilm der schwedischen Regisseurin Erika Lust. Der Film erschien 2008. Er erschien auf DVD in der Originalsprache mit Untertiteln auf Spanisch, Englisch, Deutsch und Französisch.

## Handlung
Drei Männer und drei Frauen aus Barcelona gewähren dem Zuschauer Einblicke in ihr Leben und ihre Leidenschaften. Dabei werden die Personen interviewt und reden offen über ihre Ideen, Gedanken und Leidenschaften. Im Film zeigen die Menschen ihren Alltag und zum Abschluss begleitet sie die Kamera auch bei der Selbstbefriedigung bis hin zum Orgasmus.

## Auszeichnungen
- 2008: Best Erotic Documentary (Venus Award, Berlin)

## Belege
1. 1 2  Erika Lust: X - Porno für Frauen. Wilhelm Heyne Verlag, München 2009, S. 141. ISBN 978-3-453-67572-8